# Golfclub 't Zelle
Golfclub 't Zelle is een Nederlandse golfclub, gelegen op het landgoed Zelle tussen Hengelo en Ruurlo in de Nederlandse provincie Gelderland. De club is opgericht in 1992.

## De baan
De golfclub heeft een 18 holes baan en daarnaast een 9 holes baan met korte holes. De baan ligt in het karakteristieke Achterhoekse coulisselandschap, waardoorheen een beekje loopt om de spelers extra op de proef te stellen. Het landgoed is ongeveer 350 ha waarvan 90 ha gebruikt wordt voor de golfbaan. Sinds 2006 heeft de baan de NGF A-status.